# Rui Wang (politicus)
Chuanrui (Rui) Wang (王传瑞; Guangzhou, 1991) is een Surinaams politicus. Hij is lid van de Vooruitstrevende Hervormings Partij (VHP) en sinds de verkiezingen van 2020 lid van De Nationale Assemblée (DNA).

## Biografie
Wang is ondernemer en werd in 1991 geboren in de Chinese stad Guangzhou. Hij is actief binnen de Chinese gemeenschap in Suriname, onder meer als tolk Chinees voor nieuwgekomen Chinezen om hun papieren in orde te maken. Daarnaast is hij actief voor de vereniging Kong Ngie Tong Sang en is hij tijdens de coronacrisis in Suriname betrokken bij de distributie van beschermingsmiddelen die beschikbaar zijn gesteld door Chinese winkeliers, de Charity Association Suriname-China en de koepelorganisatie Suriname Chinese United Association.
Tijdens de parlementsverkiezingen van 2020 was hij voor zijn partij kandidaat in Paramaribo en verwierf hij een zetel in DNA. Eind 2022, tijdens de invoering van de BTW in Suriname, vertaalde hij het BTW-formulier naar het Chinees voor de Chinese ondernemers, die in Suriname vooral werkzaam zijn in de detailhandel.
Tijdens de verkiezingen van 2025 werd op nummer 7 van de lijst van de VHP herkozen als DNA-lid.